# La Neuveville-sous-Montfort
La Neuveville-sous-Montfort é uma comuna francesa na região administrativa de Grande Leste, no departamento de Vosges. Estende-se por uma área de 10,21 km². Em 2010 a comuna tinha 187 habitantes (densidade: 18,3 hab./km²).